# Нижнее Ольгово
Нижнее Ольгово — деревня в Велижском районе Смоленской области России. Входит в состав Будницкого сельского поселения. Население — 16 жителей (2007). 
Расположена в северо-западной части области в 5 км к юго-западу от Велижа, в 2 км южнее автодороги Р133 Смоленск — Невель. В 92 км южнее деревни расположена железнодорожная станция Рудня на линии Смоленск — Витебск. 

## История
В годы Великой Отечественной войны деревня была оккупирована гитлеровскими войсками в июле 1941 года, освобождена в сентябре 1943 года. 